# Чоу Тао
Чоу Тао  (кит.: 侴陶 Chǒu Táo, 30 березня 1988) — китайська гімнастка, олімпійська медалістка.

## Виступи на Олімпіадах
| Олімпіада  | Дисципліна | Місце |
| ---------- | ---------- | ----- |
| Пекін 2008 | групові    | 2     |